# 大洞元吾
大洞 元吾（おおぼら げんご、1888年3月3日 - 1975年11月22日）は、日本の撮影技師、映画監督である。日本映画の創成期に、M・パテー商会で撮影技師になり、日活向島撮影所で監督に転向した。

## 人物・来歴
1888年（明治21年）3月3日、岐阜県稲葉郡島村（現在の岐阜市北島）に生まれる。
梅屋庄吉のM・パテー商会に入社、撮影技師となる。同社は、1912年（大正元年）9月、4社合併で「日本活動写真株式会社」を設立する。1913年（大正2年）、東京の隅田川ほとりに日活向島撮影所が建てられ、藤野泰、男沢粛、坂田重則らとともに同撮影所に合流する。同撮影所では、吉沢商店出身の監督である小口忠、1917年（大正6年）に入社した田中栄三らの監督作のカメラを回した。
1919年（大正8年）、シベリアに遠征した日本軍に従軍し、長篇ドキュメンタリー映画『西伯利遠征軍』を撮り上げる。1921年（大正10年）、佐藤紅緑原作の『侠艶録』で劇映画の監督としてデビューした。監督デビュー後も、田中栄三監督の『京屋襟店』や『髑髏の舞』の撮影技師を務めている。
1923年（大正12年）9月1日の関東大震災で同撮影所が崩壊した後は、日活京都撮影所に異動となり、現代劇のための第二部で監督や撮影技師を務めた。翌年には同社を退社している。
櫻映画社を設立、ドキュメンタリー映画を手がけた。
1975年（昭和50年）、新藤兼人監督のドキュメンタリー映画『ある映画監督の生涯 溝口健二の記録』に出演した後、同年11月22日、死去した。満87歳没。
大洞の監督・撮影した作品は、東京国立近代美術館フィルムセンターにはいっさい所蔵されていない。マツダ映画社は大洞の監督した『二人静』（1922年）のフィルムプリントを所蔵している。

## おもなフィルモグラフィ
M・パテー商会時代の詳細が不明である。特筆以外は撮影技師である。

### 日活向島撮影所
1918年
- 『雪の信越』 : 監督不明、短篇
- 『東京の名所』 : 監督不明、短篇
- 『善光寺の開帳』 : 監督不明、短篇
- 『兄と弟』 : 監督小口忠
- 『父の涙』 : 監督田中栄三
- 『つきぬ恨』 : 監督田中栄三

1919年
- 『西伯利遠征軍』 : 監督不明、長篇ドキュメンタリー映画

1920年
- 『尼港最後の日』 : 監督坂田重則

1921年
- 『侠艶録』 : 原作佐藤紅緑、撮影不明 - 監督

1922年
- 『かたおもひ』 : 撮影不明 - 監督
- 『松風村雨』 : 撮影不明 - 監督
- 『二人静』 : 原作柳川春葉、撮影不明 - 監督
- 『巡礼歌』 : 撮影不明 - 監督
- 『破れ三味線』 : 撮影不明 - 監督
- 『妻と妻』 : 監督・脚本田中栄三、原作森鷗外
- 『恋より死へ』 : 監督・脚本田中栄三
- 『愛の泉』 : 監督若山治
- 『京屋襟店』 : 監督田中栄三

1923年
- 『夫恋し』 : 主演横山運平 - 監督・撮影
- 『髑髏の舞』 : 監督田中栄三
- 『己が罪』 : 原作菊池幽芳、撮影不明 - 監督
- 『忘れな草』 : 監督田中栄三、原作・脚本伊藤松雄
- 『三つの魂』 : 監督田中栄三、原作・脚本伊藤松雄
- 『夜明け前』 : 撮影渡辺寛 - 監督・脚本
- 『落日の峠』 : 原作・脚本秦哀美、撮影渡辺寛 - 監督
- 『愛の未亡人』 : 脚本獏与太平、撮影渡辺寛 - 監督
- 『侠勇』 : 撮影渡辺寛 - 監督・原作・脚本

### 日活京都撮影所第二部
1924年
- 『由利刑事』 : 監督・脚本鈴木謙作
- 『生命浪費』 : 脚本鴇田英太郎、撮影気賀靖五 - 監督
- 『伊藤巡査の死』 : 共同監督鈴木謙作・溝口健二・近藤伊与吉、撮影内田斉・塚越成治・気賀靖吾 - 監督
- 『謎の花婿』 : 原作・脚本神田重隆、撮影青島順一郎 - 監督
- 『青春を賭して』 : 原作・脚本野村雅延、撮影横田達之 - 監督

### 櫻映画社
1932年
- 『青年日本』 : 監督不明、短篇
- 『婦人の國防』 : 監督不明、短篇、大日本国防婦人会関西本部

### その後
1975年
- 『ある映画監督の生涯 溝口健二の記録』 : 監督新藤兼人、近代映画協会   - 出演